# 豊田中薬
豊田中薬株式会社（とよたちゅうやく）は、岐阜県岐阜市茜部中島3-37 に本社を置く、医薬品・医療機器・医療用検査試薬・一般用医薬品等の卸売販売をおこなう企業であった。現在は、アルフレッサグループの「シーエス薬品」である。

## 概要
- 代表取締役社長：豊田実
- 資本金：2,000万円

## 沿史
- 昭和35年1月「豊田薬品株式会社」を設立
- 豊田薬品に中薬が資本投入に「豊田中薬株式会社」に商号変更
- 平成4年11月愛知県の株式会社中薬に吸収合併され「中薬岐阜支社」に編成

## 営業所
- 岐阜県:岐阜市・土岐市・大垣市・美濃加茂市・高山市

## 主な取引メーカー
- 田辺製薬
- 東京田辺
- 協和発酵
- 明治製菓